# Bloedsoep
Bloedsoep was een soep van brood en bloed die men aan de Spartanen gaf tijdens hun militaire opleiding.
Het liefst gebruikte men daarvoor vers varkensbloed. Volgens de overlevering sprak een bezoeker na het proeven ervan: "Nu begrijp ik waarom de Spartanen altijd bereid zijn om te sterven!"